# Severní Korea
Severní Korea, plným názvem Korejská lidově demokratická republika (KLDR), je stát ve východní Asii. Zaujímá severní polovinu Korejského poloostrova a na severu hraničí s Čínou a Ruskem a na jihu s Jižní Koreou podél korejského demilitarizovaného pásma, na západě se Žlutým mořem a na východě s Japonským mořem. Severní Korea, stejně jako Jižní Korea, tvrdí, že je jedinou legitimní vládou celého poloostrova a přilehlých ostrovů. Terén je převážně kopcovitý a hornatý, pobřežní roviny jsou na západě široké a na východě nesouvislé. Na většině území panuje vlhké kontinentální klima s teplými léty a chladnými a suchými zimami. Na ploše 121 000 km² žije 26 milionů obyvatel, hlavním a největším městem Severní Koreje je Pchjongjang, mezi další velká města patří Hamhung a Čchongdžin. Drtivá většina obyvatel jsou Korejci, úředním jazykem je korejština. Skoro tři čtvrtiny obyvatel je bez vyznání, 13 % se hlásí k čeondoismu, 12 % k šamanismu a 1,5 % k buddhismu.
Korejský poloostrov byl osídlen již v starším paleolitu. Jeho první království bylo zaznamenáno v čínských záznamech na počátku sedmého století př. n. l. Od poloviny 1. století př. n. l. se různá polis konsolidovala do soupeřících království Kogurjŏ, Päkče a Silla, přičemž posledně jmenované koncem 7. století n. l. poprvé sjednotilo většinu poloostrova, zatímco na severu po Kogurjŏ nastoupilo Parhe. Dynastie Korjo (918–1392) dosáhla trvalého sjednocení a vytvořila základ moderní korejské identity. Následující dynastie Čoson (1392–1897) byla od poloviny 17. století svědkem vrcholu kulturních, ekonomických a vědeckých úspěchů i dlouhotrvajícího míru a izolacionismu. Následující Korejské císařství (1897–1910) usilovalo o modernizaci a reformy, ale v roce 1910 bylo připojeno k Japonskému císařství. Japonská nadvláda skončila po kapitulaci Japonska ve druhé světové válce, po níž byla Korea rozdělena na dvě zóny: severní zónu, kterou okupoval Sovětský svaz, a jižní zónu, kterou okupovaly Spojené státy americké. Po neúspěšných jednáních o sjednocení se v srpnu 1948 jižní zóna stala Korejskou republikou, zatímco severní zóna se následující měsíc stala komunistickou Korejskou lidově demokratickou republikou.  
V roce 1950 vyvolala severokorejská invaze Korejskou válku, jeden z prvních velkých zástupných konfliktů studené války, v němž probíhaly rozsáhlé boje za účasti Američany vedeného velení Organizace spojených národů a Sovětským svazem podporované Čínské lidové dobrovolnické armády. Válka skončila v roce 1953 příměřím, ale bez mírové smlouvy, což vedlo k pokračujícímu korejskému konfliktu, a zanechala po sobě tři miliony mrtvých Korejců. Poválečná Severní Korea měla velký prospěch z hospodářské pomoci a odborných znalostí poskytovaných ostatními zeměmi východního bloku. Kim Ir-sen, první severokorejský vůdce, však prosazoval svou osobní filozofii čučche jako státní ideologii. Mezinárodní izolace Pchjongjangu se prudce zrychlila od 80. let 20. století, kdy skončila studená válka. Rozpad Sovětského svazu v roce 1991 pak přinesl prudký pokles severokorejské ekonomiky. V letech 1994 až 1998 trpěla Severní Korea hladomorem a obyvatelstvo nadále trpí podvýživou. V roce 2024 KLDR formálně upustila od snah o mírové sjednocení Koreje.
Severní Korea je unitární komunistická republika s vládou jedné strany, hlavou státu je nejvyšší vůdce. Je totalitní diktaturou s rozsáhlým kultem osobnosti kolem rodiny Kimů. Oficiálně se sama označuje za „nezávislý socialistický stát“, v němž se konají demokratické volby; vnější pozorovatelé však tyto volby označují za nespravedlivé, nesoutěživé a předem rozhodnuté podobně jako volby v socialistickém Československu. Korejská strana práce je jedinou vládnoucí stranou Severní Koreje. Amnesty International považuje tuto zemi za zemi s nejhorším stavem lidských práv na světě.  Podle článku 3 ústavy je oficiální ideologií Severní Koreje kimilsungismus-kimjongilismus. Výrobní prostředky vlastní stát prostřednictvím státních podniků a kolektivizovaných zemědělských podniků. Většina služeb - například zdravotnictví, školství, bydlení a výroba potravin - je dotována nebo financována státem. Severní Korea se řídí politikou Songun, „armáda na prvním místě“, která upřednostňuje Korejskou lidovou armádu ve státních záležitostech a při přidělování zdrojů. Vlastní jaderné zbraně a její armáda v aktivní službě čítající 1,28 milionu vojáků je čtvrtá největší na světě. Severní Korea je členem Organizace spojených národů, a je také členem Hnutí nezúčastněných zemí, skupiny G77 a regionálního Sdružení národů jihovýchodní Asie. 

## Název
Moderní zápis Koreje se poprvé objevil v roce 1671 v cestopisech námořníka Hendricka Hamela z Nizozemské východoindické společnosti.
Po rozdělení země na Severní a Jižní Koreu používaly obě strany pro označení Koreje různé termíny: Čosun nebo Čoson (조선) v Severní Koreji a Hanguk (한국, „země Han“) v Jižní Koreji. V roce 1948 přijala Severní Korea Korejskou lidově demokratickou republiku (korejsky: 조선민주주의인민공화국, Čosŏn Minjujuŭi Inmin Konghwaguk;  poslech) jako svůj oficiální název. Ve světě se  běžně nazývá Severní Korea, vzhledem k tomu, že její vláda kontroluje severní část Korejského poloostrova, se běžně nazývá Severní Korea, aby se odlišila od Jižní Koreje, která se v češtině oficiálně nazývá Korejská republika. Obě vlády se považují za legitimní vládu celé Koreje. Z tohoto důvodu se obyvatelé nepovažují za „Severokorejce“, ale za Korejce žijící ve stejné rozdělené zemi jako jejich krajané na jihu, a zahraniční návštěvníci jsou od používání prvního termínu odrazováni.

## Dějiny
Po porážce Japonska v roce 1945 byla Korea bez konzultace s korejskou reprezentací rozdělena vítěznými státy USA a SSSR na dvě části, severní, ovládanou Sovětským svazem, a jižní, ovládanou USA. Jejich hranici tvořila 38. rovnoběžka. Jelikož se obě okupační správy nedokázaly dohodnout na společné správě, došlo v roce 1948 ke vzniku dvou ideologicky antagonistických států, Korejské lidově demokratické republiky a Korejské republiky. Následně stáhly USA i SSSR své jednotky z Koreje.

### Korejská válka

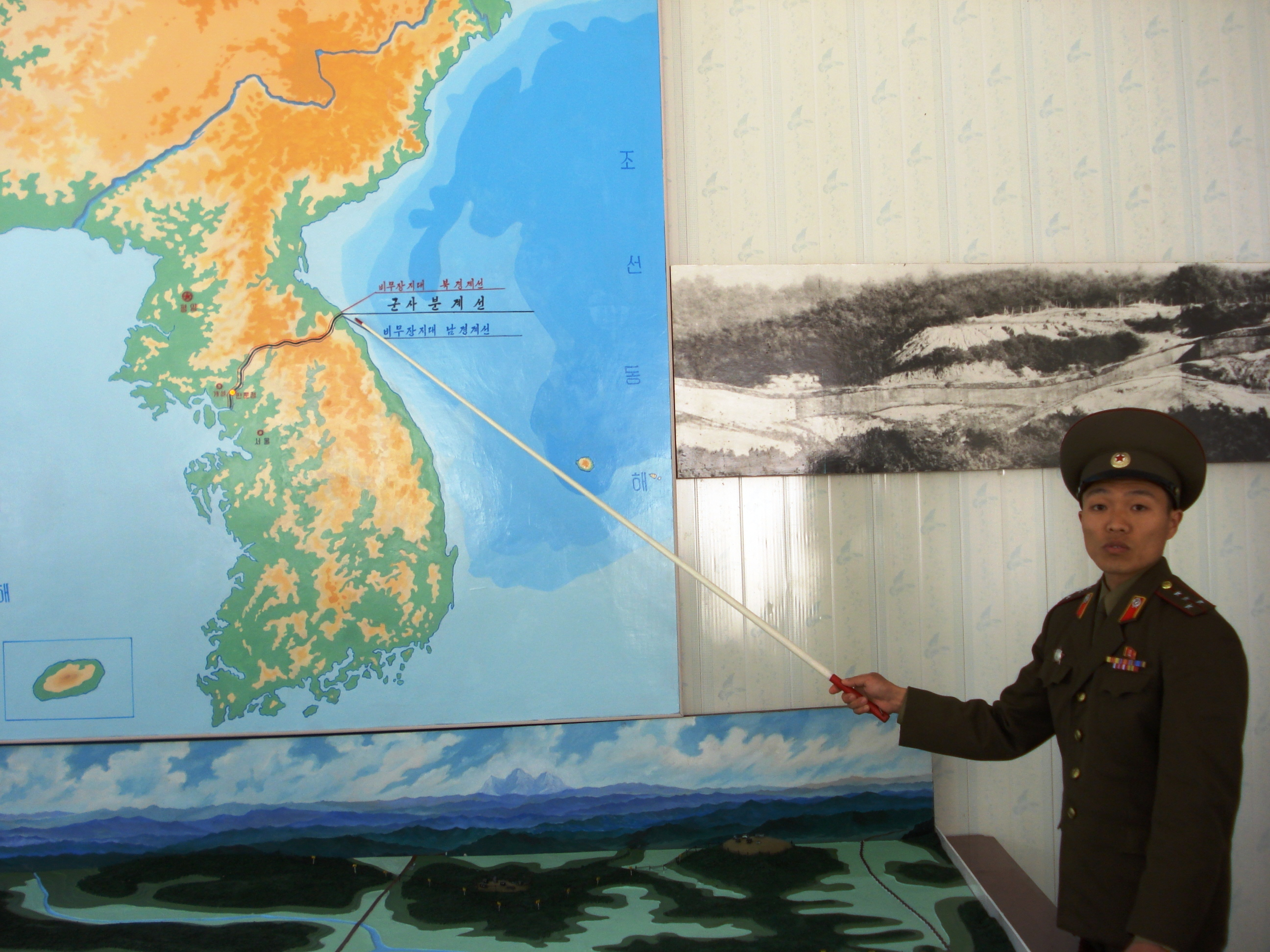
Korejský voják ukazuje na mapu s demarkační linií

Válečný konflikt z let 1950–1953. Dne 25. června 1950 překročila vojska severokorejské lidové armády 38. rovnoběžku (demarkační linii) s cílem sjednotit Koreu pod komunistickou vládou. Následně byly do Koreje povolány jednotky OSN v čele s USA, aby čelily invazi. Na severokorejské straně se do války později zapojila také Čína a v menší míře i SSSR. V průběhu války došlo několikrát ke změně situace. K příměří mezi OSN na jedné straně a KLDR s Čínou na druhé došlo 27. července 1953 (Korejská republika a KLDR jsou oficiálně stále ve válečném stavu). Ve válce bylo zabito nebo pohřešováno až 3,5 milionu vojáků a civilistů na obou stranách.
Současná demarkační linie je považována za nejstřeženější hranici světa. Demilitarizovanou zónu tvoří 250 kilometrů dlouhý a 4 kilometry široký pás. Ročně hranici navštíví přes milion návštěvníků. Pouhých 700 metrů od jižní hranice leží nádraží Dorasan, které je zatím přerušeno.
Dne 27. května 2009 KLDR oznámila, že se příměřím již necítí vázána. Dne 23. listopadu 2010 zaútočila na jihokorejský ostrov Jon-pchjong.
Všechny dohody o vzájemném neútočení byly Severní Koreou jednostranně vypovězeny 8. března 2013, poté, co Rada bezpečnosti OSN uvalila na Severní Koreu další sankce kvůli jejímu třetímu jadernému testu.
V lednu 2018 se sešli zástupci Severní a Jižní Koreje, aby projednali možnou účast severokorejských sportovců na olympiádě v Jižní Koreji. Účast byla domluvena a obě strany se zároveň shodly na obnovení vojenské horké linky a na obnovení vojenských rozhovorů.

### Ekonomický vývoj
Po druhé světové válce dosahovala státně řízená ekonomika KLDR vysokého růstu. Země byla považována za druhou nejindustrializovanější v Asii po Japonsku[zdroj?]. Doba růstu skončila v 70. letech. V 90. letech se k ekonomickým potížím přidaly povodně a sucha, což spolu s rozpadem východního bloku vedlo k severokorejskému hladomoru v 2. polovině 90. let. Nefunkčnost státního sektoru vedla v zemi k rozvoji tržní ekonomiky, která je ale stále oficiálně zakázána.

## Státní symboly

### Vlajka
Severokorejská vlajka je tvořena listem o poměru stran 1:2 se dvěma modrými pruhy (po jednom v horní a dolní části vlajky) a červeným pruhem uprostřed, oddělené od sebe úzkými bílými proužky. V červeném pruhu je bílé kruhové pole s červenou pěticípou hvězdou. Pruhy mají šířky v poměru 6:1:22:1:6. Střed bílého kruhu je posunut do 1/3 délky vlajky blíže k žerdi. Průměr bílého kruhového pole je 4/9 výšky vlajky.

### Znak
Severokorejský státní znak představuje vodní elektrárnu pod národní horou Pektusan (Posvátná hora revoluce). Slunce je nahrazené rudou pěticípou hvězdou s červenými paprsky. Oválný rámeček tvoří rýžové klasy ovázané rudou stuhou nesoucí nápis: 조선민주주의인민공화국 (česky Korejská lidově demokratická republika).

### Hymna
Severokorejská hymna je píseň Egukka (česky Vlastenecká píseň), stejně se ovšem jmenuje jihokorejská hymna, přestože jde o rozdílné písně. Text hymny napsal Pak Se-jong, hudbu složil Kim Won-gjun.

## Geografie

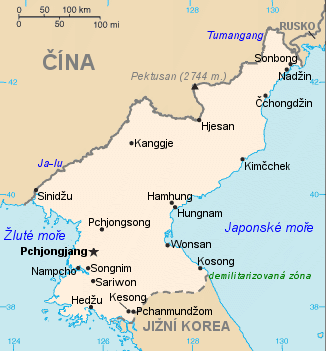
Orientační mapka Severní Koreje

Země se nachází na severu Korejského poloostrova. Na severozápadě sousedí s Čínou, v severovýchodním cípu země je krátký úsek hranice s Ruskem; na jihu se nachází téměř nepropustná hranice s Jižní Koreou. Západní pobřeží omývají vody Žlutého moře, na východě se rozlévá Japonské moře.
Terén je velmi hornatý, kopce a hory jsou proloženy úzkými a hlubokými údolími. Nejvyšší horou je Pektusan, vyhaslá sopka měřící 2 744 m n. m., která se nachází na severní hranici země.
Pobřežní pláně jsou na západě široké a na východě nespojité. Velká většina obyvatel žije v rovinách a nížinách. Podle zprávy programu OSN pro životní prostředí z roku 2003 pokrývají lesy přes 70 procent země, většinou na strmých svazích. Nejdelší řekou je Jalu o délce 790 kilometrů.
V Severní Koreji panuje vlhké kontinentální klima podle Köppenovy klasifikace podnebí. Zimy přinášejí jasné počasí, proložené sněhovými bouřemi v důsledku severních a severozápadních větrů, které vanou od Sibiře. Léto bývá zdaleka nejteplejší, nejvíce vlhké a nejdeštivější období roku, protože jižní a jihovýchodní monzunové větry přinášejí vlhký vzduch od Tichého oceánu.

## Politický systém
Severní Korea funguje jako vysoce centralizovaná totalitní diktatura jedné strany.. Podle ústavy se jedná o komunistický stát, který se sám označuje za revoluční a socialistický stát, „který se ve své výstavbě a činnosti řídí pouze velkým kimilsungismem-kimjongilismem“. Podle ústavy se jedná o komunistický stát, který se sám označuje za revoluční a socialistický stát, „který se ve své výstavbě a činnosti řídí pouze velkým kimilsungismem-kimjongilismem“.  Kromě ústavy se Severní Korea řídí Deseti zásadami pro vytvoření monolitního ideologického systému (známými také jako „Deset zásad systému jedné ideologie“), které stanovují normy pro vládnutí a návod pro chování Severokorejců. Korejská strana práce, komunistická strana vedená členem rodiny Kimů, má podle odhadů 6,5 milionu členů a ovládá severokorejskou politiku. Má dvě satelitní strany, Sociálně demokratickou stranu Koreje a Čeondoistickou stranu Ch'ŏngu.
Kim Čong-un z rodiny Kimů je současným nejvyšším vůdcem neboli súrjongem Severní Koreje. Stojí v čele všech hlavních vládních struktur: je generálním tajemníkem Korejské strany práce, předsedou Ústřední vojenské komise a prezidentem pro státní záležitosti. Jeho dědeček Kim Ir-sen, zakladatel a vůdce Severní Koreje až do své smrti v roce 1994, je „věčným prezidentem“ země, zatímco jeho otec Kim Čong-il, který Kim Ir-sena ve vedení země vystřídal, byl po své smrti v roce 2011 vyhlášen „věčným generálním tajemníkem“ a „věčným předsedou Komise národní obrany“.

### Politická ideologie
V roce 1955 vyhlásil Kim Ir-sen severokorejskou ideologii čučche. Ta kombinuje neokonfucianismus, stalinismus a maoismus. Čučche má tři, resp. čtyři části:
- čchaču = nezávislá politika na okolním světě
- čcharip = ekonomická soběstačnost
- čchawi = sebeobrana ve vojenské politice
- songun = upřednostňování armády (přidáno Kim Čong-ilem v roce 1996)

### Kult osobnosti

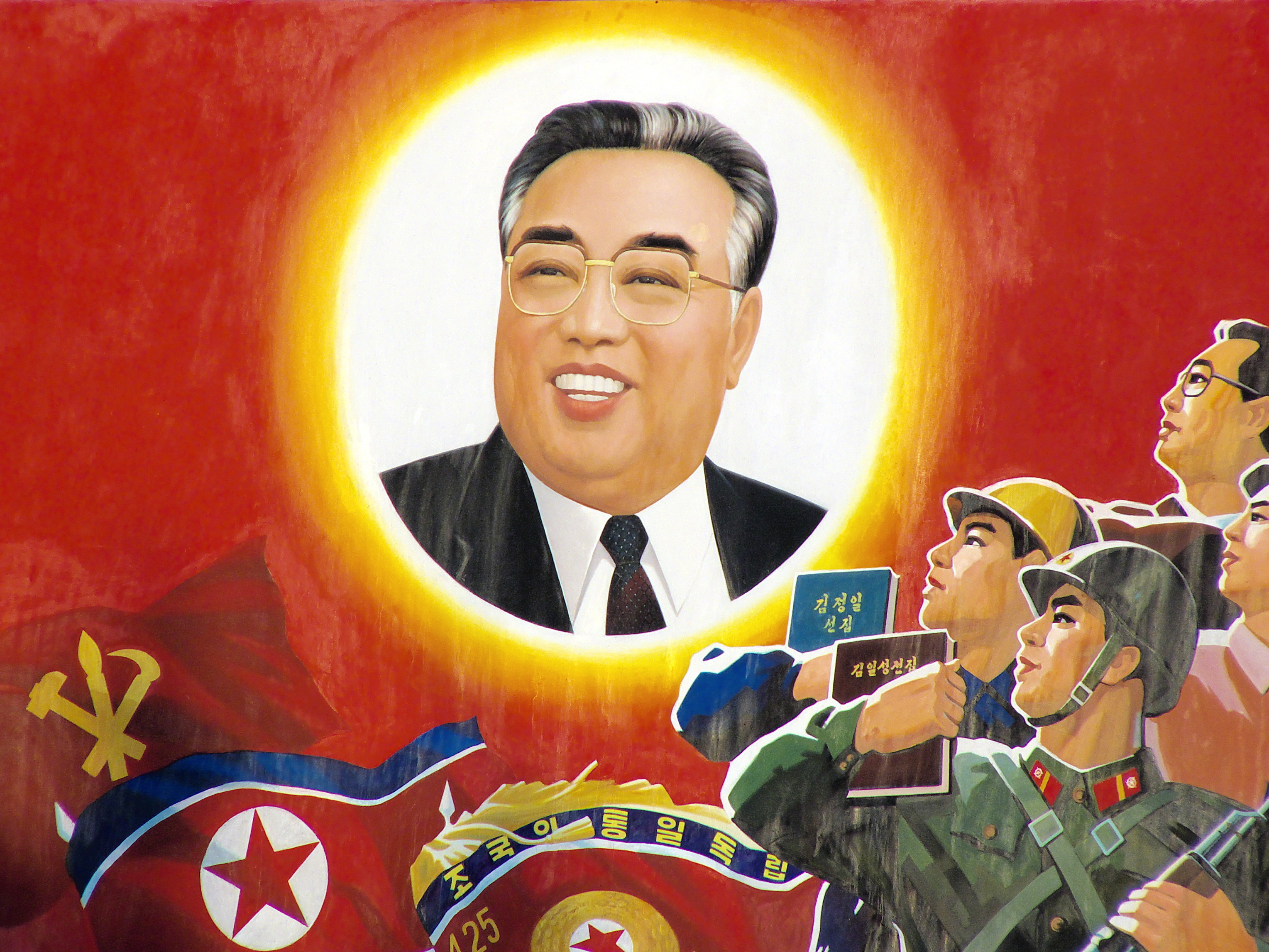
Propagandistický plakát Kim Ir-sena.

Severokorejská vláda má kontrolu nad mnoha aspekty národní kultury a tato kontrola se používá k zachování kultu osobnosti okolo Kim Ir-sena a v menší míře Kim Čong-ila. Novinář Bradley Martin při návštěvě Severní Koreje v roce 1979 poznamenal, že téměř všechna hudba, umění a sochařství, které pozoroval, oslavuje „velkého vůdce“ Kim Ir-sena, jehož kult osobnosti byl poté rozšířen na jeho syna, „milovaného vůdce“ Kim Čong-ila. Bradley Martin také řekl, že je v KLDR rozšířená víra, že Kim Ir-sen „stvořil svět“ a Kim Čong-il může „kontrolovat počasí“.

### Politické čistky
Ve vládních a nejvyšších vojenských kruzích dochází v KLDR pravidelně k politickým čistkám. Vůdce státu k nim přistupuje, když se cítí být ohrožen např. z důvodu neloajality nebo kritiky jeho politiky. K čistkám pravidelně přistupoval zakladatel totalitní KLDR Kim Ir-sen, jeho syn a následovník Kim Čong-il a nyní i jeho vnuk, který převzal žezlo, Kim Čong-un.
V prosinci 2013 byl například za vlastizradu popraven velmi vysoce postavený Kim Čong-unův strýc Čang Song-tchek, který chtěl podle rozsudku provést státní převrat. V roce 2015 bylo k dubnu údajně popraveno nejméně 16 činitelů, z nichž někteří kritizovali vůdcovu politiku. Mezi nejvýše postavené z nich patřil ministr obrany Hjon Jong-čol, který byl obviněn z vlastizrady a 30. dubna, dva nebo tři dny po zatčení, byl bez soudu veřejně popraven protiletadlovou zbraní. Vážnost u vůdce údajně ztratil, když usnul během vojenské přehlídky.
V červnu 2016 zmínil Státní odbor bezpečnosti na sjezdu strany „protistranické a kontrarevoluční postoje“ Kim Čong-čina, místopředsedy vlády pro vzdělání. Někdo ho podle jihokorejského ministerstva pro sjednocení udal za „špatné držení těla při sezení v tribuně“. V červenci 2016 byl zastřelen a od nástupu Kim Čong-una do této doby bylo už podle Jižní Koreje celkem popraveno v rámci čistek na 70 státních představitelů.
Osoby nepohodlné pro režim jsou pronásledovány a vražděny i mimo území KLDR. Takto byl například pomocí bojové látky VX zavražděn severokorejskou tajnou službou v roce 2017 Kim Čong-nam, nejstarší syn bývalého severokorejského diktátora Kim Čong-ila.

### Zahraniční politika

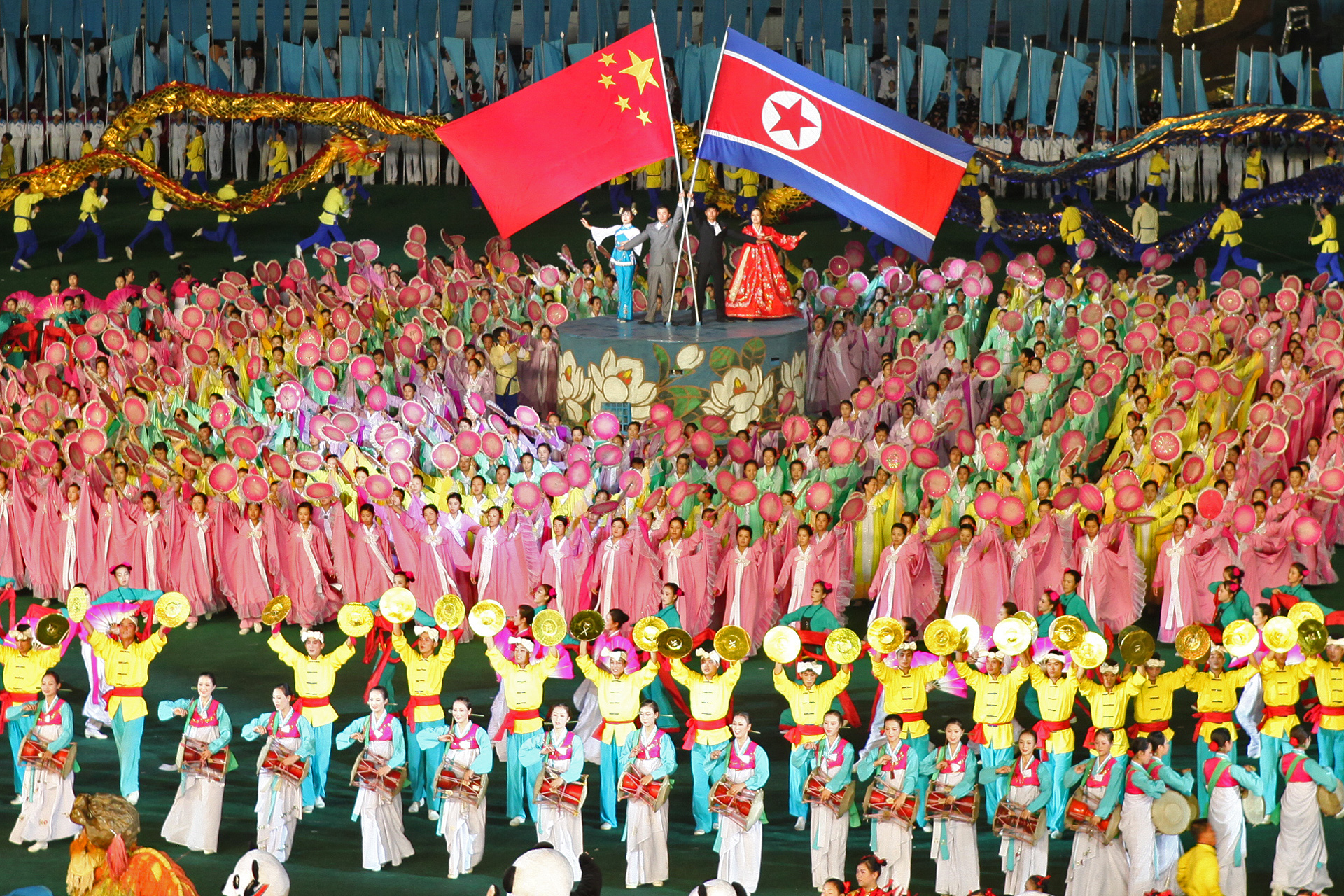
Čínsko-severokorejské přátelství během Arirangských masových her v roce 2010

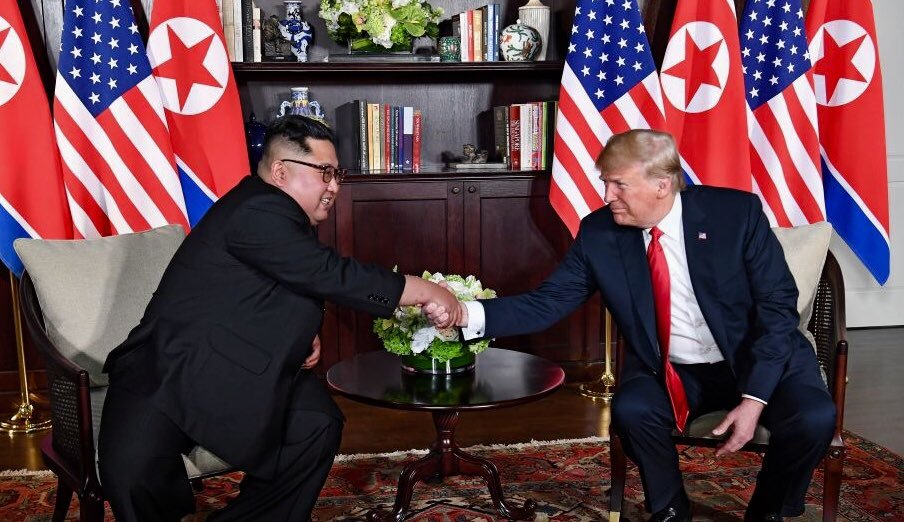
Setkání Kim Čong-una a amerického prezidenta Trumpa v Singapuru 12. června 2018

Zpočátku měla Severní Korea diplomatické vztahy pouze s dalšími komunistickými zeměmi. V letech 1960 až 1970 začala provádět nezávislou zahraniční politiku, navázala vztahy s mnoha rozvojovými zeměmi a připojila se k hnutí nezúčastněných zemí. Na konci 80. let a v 90. letech byla zahraniční politika země s kolapsem východního bloku uvržena do chaosu. Hospodářská krize měla za následek uzavření 30 % ambasád. V roce 2012 měla Severní Korea diplomatické vztahy se 162 zeměmi, stejně jako Evropskou unií a palestinskou samosprávou. Ambasády měla ve 42 zemích. Severní Korea má pokračující silné vazby se svými socialistickými spojenci v jihovýchodní asii jako je Vietnam a Laos, ale také Kambodža. Státy bývalého Sovětského svazu i Čína se od Severní Korey po mnoha jaderných testech oficiálně distancovaly, nicméně v poslední době nabývá na významu politicko-ekonomický vztah s Ruskem v důsledku západních sankcí za anexi Krymu a podílu v Ukrajinské krizi.

### Ozbrojené síly
Korejská lidová armáda tvoří ozbrojené síly KLDR. Data o vyzbrojení jsou kvůli povaze režimu většinou pouze odhadem, nebo ze zpráv pro mezinárodní organizace, například Registr konvenčních zbraní při OSN. KLDR má vysokou míru militarizace a vojenských výdajů, které jsou každoročně na úrovni čtvrtiny až třetiny HDP. V aktivní službě bylo k roku 2022 1,3 milionu vojáků (4. největší počet na světě). Počet rezervistů nebo obyvatel organizovaných v polovojenských jednotkách se odhaduje na 7 až 8 milionů, což z armády KLDR (podle počtu vojáků) činí největší armádu světa. Armáda má v KLDR významný vliv i v národním hospodářství. Ovlivňuje ekonomická odvětví, která zajišťují příjmy z exportu - uhelné doly, nerostné suroviny a zejména zbrojní průmysl.
Severokorejské ozbrojené síly se dělí na pět částí: pozemní vojsko, námořnictvo (válečné loďstvo), letectvo, raketové vojsko a síly speciálního nasazení. Severokorejská speciální jednotka (přezdívaná Bouře) je dislokována ve městě Tokčchon, podle různých zdrojů má 80 až 200 tisíc vojáků. Ti jsou cvičení jako odstřelovači a dokáží operovat za nepřátelskými liniemi. Jejich vybavení je lepší, než jakým disponují jiné útvary. V době pandemie covidu-19 byli příslušníci speciálních sil povoláváni na hranice s Čínou, kde měli chránit oblast před přeběhlíky, pašeráky i divokými zvířaty, kteří všichni mohli být potenciálními přenašeči viru.
Velení armády spočívá na Ústřední vojenské komisi korejské strany práce. Všechny složky jsou ale podřízeny Ministerstvu lidových ozbrojených sil. 
Pozemní síly KLDR měly v roce 2018 k dispozici 3500 tanků, 2500 transportních vozidel a 5000 vozidel sloužících k odpalování raket, tzn. taktickýcg raketových systémů nebo systémů protivzdušné obrany. Odhaduje se, že KLDR vlastní řádově tisíce střel různého doletu, např. rakety krátkého doletu Hwasong-5 a Hwasong-6, v jejichž dosahu je Soul. Rakety středního doletu Nodong by zasáhly kterékoliv místo v Japonsku a rakety dlouhého doletu Musudan i americkou základnu na tichomořském ostrově Guam. Předpokládá se, že v KLDR probíhá i vývoj raket KN-08, které by mohly zasáhnout americkou pevninu. Válečné loďstvo Severní Koreji má k dispozici 70 ponorek, 3 fregaty a přibližně 600 vojenských lodí a obojživelných plavidel. I když má KLDR srovnatelný počet ponorek jako americké nebo ruské námořnictvo, korejské ponorky jsou většinou starší a nejsou schopné operovat ve vzdálenějších vodách ani nést jaderné hlavice. Severní Korea tak sice je jadernou mocností, ale nedisponuje jadernou triádou. Letectvo má k dispozici asi 550 bojových letadel, včetně nadzvukových. Nadzvuková letadla ale KLDR nevyrábí ani nevyvíjí a disponuje pouze staršími typy čínských a ruských stíhaček (např. Mig-21, Mig-23, Mig-29). Dále disponuje asi 550 vrtulníky různých kategorií a řádově stovkami transportních letadel.
Jaderné a chemické zbraně začala KLDR vyvíjet v 60. letech 20. století. Vedle pojistky před útokem ze strany USA nebo Jižní Korey, měly být prostředkem, který vyrovnával její zastarávající konvenční zbraně. Země má dost plutonia na výrobu jaderných zbraní, výrazný problém ale měla (a do jistě míry stále má) s jejich nosiči. Odhady počtu jaderných hlavic se pohybují mezi 30 a 60. Jaderné zbraně se ale obecně dělí podle účinnosti a velikosti území, které jsou schopny zasáhnout. V případě KLDR však není jasné, jakými druhy přesně disponuje.
Za vlády Kim Čong-una (od prosince 2011) se jaderný program zrychlil. Byly provedeny čtyři jaderné testy a více než sto raketových testů. V listopadu 2017 země úspěšně otestovala nový typ balistické střely . Ve studii Rady pro mezinárodní vztahy z prosince 2019 je uvedeno, že testovaná mezikontinentální (ICBM) střela Hwasong-15 dosáhla výšky 4475 kilometrů a uletěla asi 1000 kilometrů, než přistála v moři u japonského pobřeží. Má tedy potenciál doletu 13 tisíc kilometrů, a při zvolení plošší dráhy může zasáhnout kterékoliv místo na pevnině USA. V roce 2022 proběhl test mezikontinentální balistické střely Hwasong-17 o délce 25 metrů, která může nést dvě až tři hlavice najednou a má dolet až 15 tisíc kilometrů.
Jaderné zkoušky byly pozastaveny v listopadu 2017, když se zlepšily vztahy s USA a Jižní Koreou. Na summitu OSN v Singapuru téhož roku Kim Čong-un slíbil úplné zastavení testů balistických raket. V červnu 2018 prezident USA Donald Trump v Singapuru s Kim Čong-unem diskutoval o jaderném odzbrojení. Trump slíbil KLDR bezpečnostní garance to, že USA ustoupí od vojenských cvičení s Jižní Koreou. Následující schůzka v únoru 2019 skončila předčasně, když se obce strany neshodly. KLDR obnovila jaderné testy hned květnu 2019.
I přes velikost svojí armády považuje Severní Korea za odstrašující prostředek proti invazi zejména svůj jaderný arzenál. 

### Administrativní členění
Země má tříúrovňovou administrativní hierarchii. Na jejím vrcholu stojí 9 provincií, tři města se speciálním postavením a tři speciální administrativní oblasti. Na druhé úrovni stojí města, okresy a distrikty, na třetí úrovni jsou městské části, obce, vesnice a dělnické distrikty.

#### Provincie

Administrativní členění Severní Koreje.

- Čagang (자강도; 慈江道)
- Severní Hamgjong (함경북도; 咸鏡北道)
- Jižní Hamgjong (함경남도; 咸鏡南道)
- Severní Hwanghe (황해북도; 黃海北道)
- Jižní Hwanghe (황해남도; 黃海南道)
- Kangwon (강원도; 江原道)
- Severní Pchjongan (평안북도; 平安北道)
- Jižní Pchjongan (평안남도; 平安南道)
- Rjanggang (량강도; 兩江道)

#### Města se speciálním postavení
- hlavní město Pchjongjang (평양 직할시; 平壤直轄市; Pchjongjang čikalši)
- speciální město Rason (Radžin-Sonbong) (라선 (라진-선봉) 직할시; 羅先 (羅津-先鋒) 直轄市; Rason (Radžin-Sonbong) čikalši)
- metropolitní město Nampcho (남포특별시; Nampcho tchŭkpjŏlsi)

#### Speciální administrativní oblasti
- Průmyslová oblast Kesong (개성 공업 지구; 開城工業地區; Kesong kong-op čigu)
- Turistická oblast Kumgangsan (금강산 관광 지구; 金剛山觀光地區; Kumgangsan kwangwang čigu)
- Speciální administrativní oblast Sinidžu (신의주 특별 행정구; 新義州特別行政區; Sinidžu tchukpjol hengdžonggu)

## Ekonomika

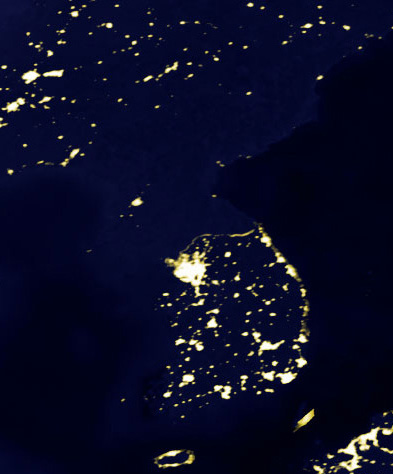
Satelitní snímek Korejského poloostrova v noci – KLDR trvale trpí nedostatkem elektrické energie

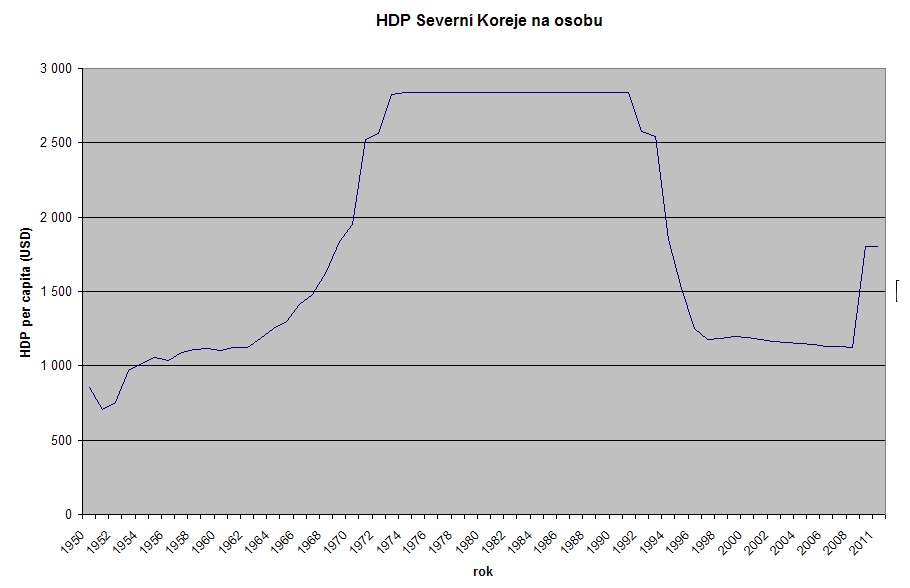
Na grafu je dobře vidět pokles v době občanské války (1950–1953), stagnace typická pro centrální plánování, propad po rozpadu SSSR (1993) a zlepšení po etablování speciální ekonomické zóny Kesong (2007)

Země je ekonomicky velmi slabá a vyčerpaná. Velkou podporu měla od SSSR a dalších lidově demokratických zemí, avšak po kolapsu Východního bloku na začátku 90. let se stala jednou z mála zemí, kde se režim nezhroutil, a staré vazby tak byly přetrhány. To vedlo k ohromné krizi, jejímž následkem byl jak hladomor, tak hospodářský úpadek. Přestože hospodářská výkonnost stále klesá, země vynakládá stále v poměru se svými sousedy enormní náklady na zbrojení. Veškerá technika včetně vojenské je však vzhledem k izolaci státu považována za velmi zastaralou, nicméně nepočetné elitní vojenské jednotky disponují kvalitními zbraněmi.[zdroj?] Země trpí nedostatkem elektrické energie; v důsledku toho musí být radikálně omezena spotřeba domácností – povolen je jen určitý počet spotřebičů, během noci pak bývá energie odpojená. Ochromena je též doprava; soukromé vlastnictví automobilů téměř neexistuje a obyvatelé cestují většinou na kolech nebo hromadnou dopravou.
Enormní ekonomické obtíže se Severní Korea snaží řešit vytvářením ekonomických zón jako je Kesong.
Z plochy celé Severní Koreje zabírají 74,5 % lesy, 19,2 % pak orná půda. V zemědělství pracuje 33 % ekonomicky činného obyvatelstva (1989).
V roce 2017 s popularitou bitcoinu a jiných kryptoměn zaútočila Severní Korea několikrát na světové burzy virtuálních měn. Režimu to umožňuje se vyhýbat mezinárodním sankcím, protože tato měna operuje zcela mimo kontrolu jednotlivých vlád či bank, což umožňuje provádět v ní v podstatě anonymní platby.

### Dovoz a vývoz
Těží se nerostné suroviny v různém stupni zpracování (uhlí, železná ruda, vápenec, magnezit, grafit, měď, zinek, olovo a drahé kovy). Největšími obchodními partnery jsou přirozeně její sousedi: Čína a – vzhledem ke špatným vztahům paradoxně – Jižní Korea.
Na vývoz se vyrábí ocel, surové železo, cement, sůl. Vyváží se továrenské výrobky (včetně zbraní), zemědělské a rybářské produkty (rýže, kukuřice, brambory, luštěniny, sójové boby, ryby, skot, prasata, vepřové maso a vejce). Hodnota vývozu byla v roce 2010 2,5 miliardy dolarů, což Severní Koreu staví na úroveň Ugandy, Senegalu nebo San Marina.
Dováží se ropa, koksovatelné uhlí, textil, obilí, pšenice, hnojiva, stroje a ostatní zařízení.

### Vývoz drog
S produkcí drog začal už v 90. letech Kim Čong-il, který pověřil vojenské základny pěstováním máku pro výrobu heroinu. Dle výpovědí přeběhlíků lze škálu výroby heroinu odhadnout na přibližně 4 až 6 tun ročně.  V roce 2017 měly 4 tuny heroinu cenu 3, 7 miliardy dolarů.
Kvůli dobrým výnosům z této kriminální činnosti začala KLDR na začátku desetiletí v rámci státem ovládaného byznysu vyrábět další drogy, především metamfetamin, kterým se stala vyhlášenou, a opiáty. Do zahraničí je distribuovala například pomocí diplomatů. Každému bylo přiděleno 20 kg nespecifikovaných drog s pokynem prodat je na ulici alespoň za 300 tisíc USD. Splnění úkolu mělo být podle úřadů KLDR projevem loajality ke straně. Doslova tak měli, jak píše jihokorejský server chosun.com, prodejem oslavit nadcházející narozeniny otce moderní KLDR Kim Ir-sena. Drogové operace probíhaly pod dohledem speciálního Úřadu 39 s minimálně mlčenlivým souhlasem vedení KLDR. Po několika skandálech byl ale tento diplomatický kanál zrušen a zavřeny byly také některé varny. Výroba ale přetrvala a napojila se na kriminální gangy zapojené na asijské překupníky pašující drogy ze země s vědomím jejího vedení.
Izolovaná země se tímto prodejem drog snaží zoufale získat zahraniční měny v hotovosti. Ročně tak na vývozu KLDR vydělá 200 mil. USD. Obchod s drogami se začíná dotýkat i místních obyvatel v naprosté většině žijících v naprosté chudobě, kteří nemají často na léky a dostupným metamfetaminem, kterému říkají familiárně led, si tak léčí například i chronické nemoci a rakovinu. KLDR ale v poslední době (2016) začala své občany od užívání této drogy odrazovat s tím, že to vede ke slabosti zneužitelné nepřítelem.
Hlavním odbytištěm severokorejského metamfetaminu je Čína a podle odborníků nemá jeho čistota obdoby a dosahuje až 98 procent. Zejména severovýchod Číny je nejohroženější a raketově zde roste počet závislých, kteří metamfetaminu říkají ledová droga. Oblíbenost drogy roste i mezi celebritami a Čína uznává, že s ní má problém. Čínští policisté ročně zadrží metamfetamin za desítky milionů dolarů, což je jen špička ledovce. Čína ale považuje původ zadrženého metamfetaminu za citlivou informaci a nechce ji sdělit.
Severní Korea také začala produkovat fentanyl a korejskou kopii Viagry, produktu firmy Pfizer, pod názvem Neo-Viagra Y.R.

### Daně

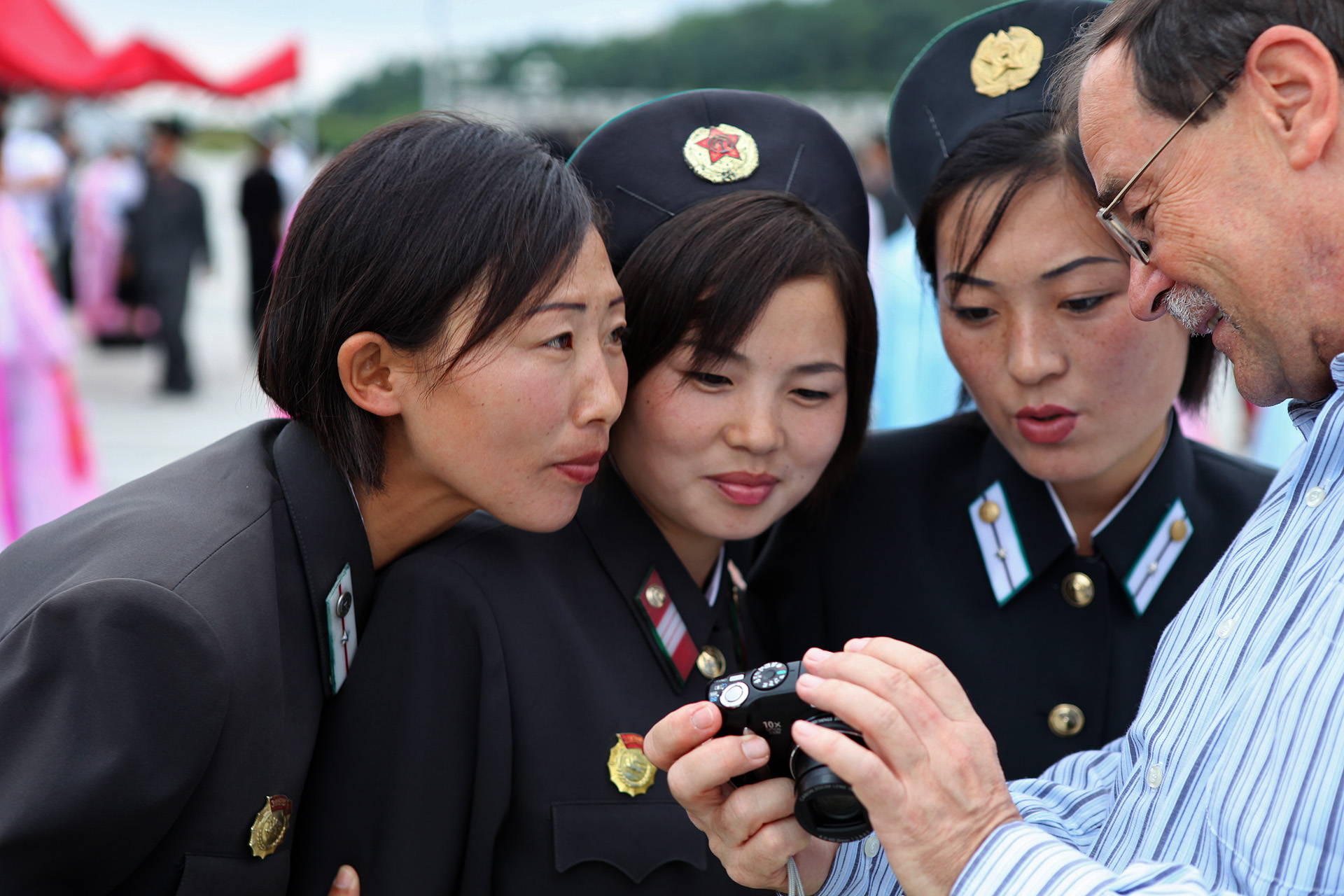
Severokorejské ženy se západním turistou v roce 2010

Obyvatelé KLDR neodvádějí státu daně. Všechny přímé daně byly v KLDR zrušeny v roce 1974. KLDR se tak stala první zemí na světě, která nemá přímé daňové zatížení obyvatel.

### Turistický ruch
Individuální turistika je možná. Do země se jezdí pomocí skupinových zájezdů, ale některé cestovní kanceláře nabízejí i samostatné zájezdy. Turisté jsou po celou dobu návštěvy pod dozorem svých průvodců. Vše je přísně organizováno. Je velmi obtížné (téměř nemožné), aby se turisté dostali do běžného hovoru s místními lidmi. Pokud se tak stane, místní obyvatelstvo čeká postih ze strany státu. Nejčastěji je navštěvováno hlavní město Pchjongjang.

## Obyvatelstvo

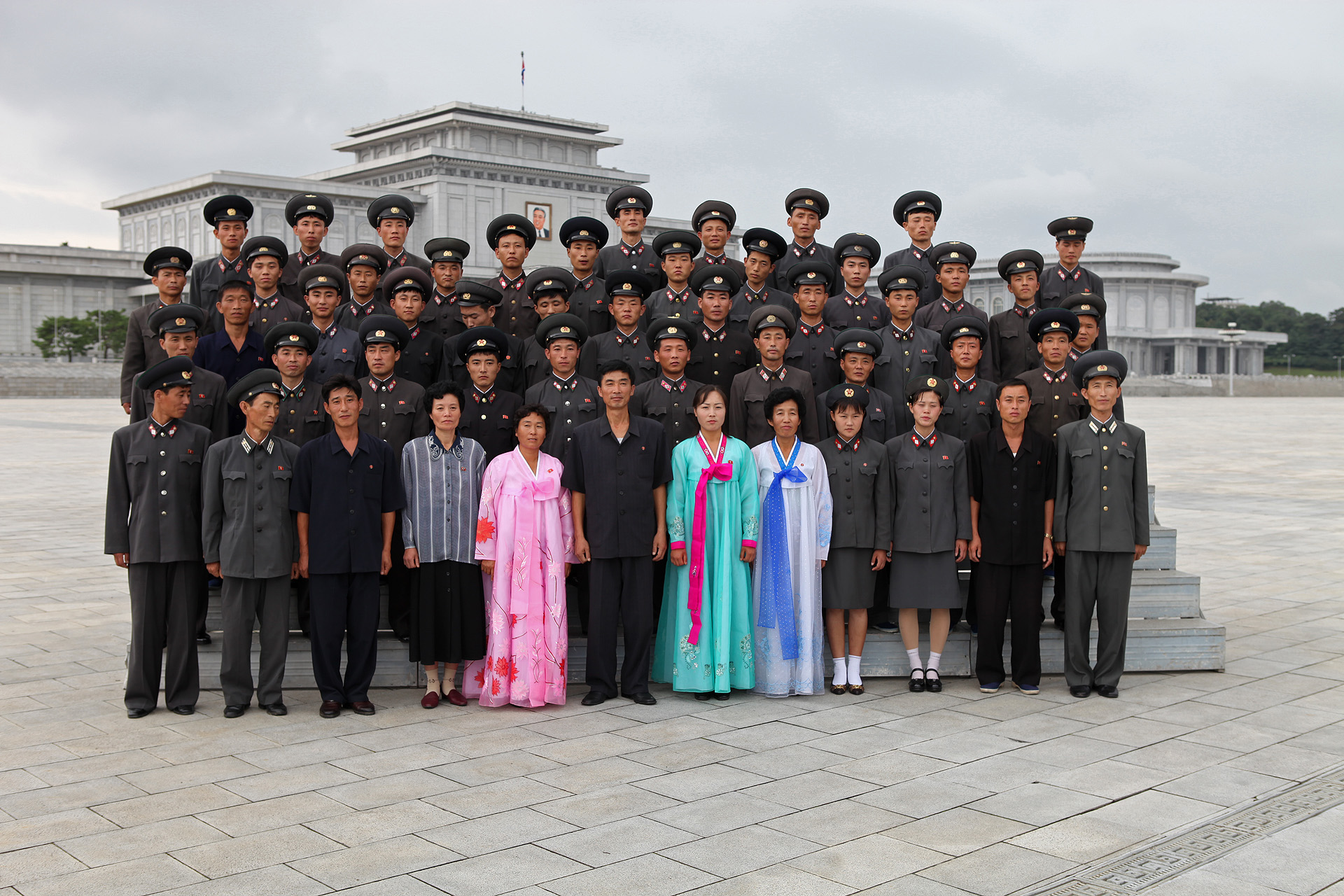
Severokorejci před palácem Kumsusan

S výjimkou malé čínské komunity a několika etnických Japonců je severokorejské obyvatelstvo o počtu 26 milionů lidí etnicky homogenní. Demografové ve 20. století odhadovali, že počet obyvatel by měl v roce 2000 narůst na 25,5 milionů a 28 milionů do roku 2010, k čemuž však vzhledem k hladomoru v Severní Koreji nedošlo. Začal cca v roce 1995, trval tři roky a měl za následek smrt 300 000 až 800 000 Severokorejců ročně. Úmrtí byla většinou zapříčiněna nemocemi z podvýživy jako zápal plic a tuberkulóza než z hladovění.

### Jazyk
Severní Korea sdílí s Jižní Koreou jazyk korejštinu, ačkoli v obou zemích existují některé rozdíly a dialekty. Severokorejci popisují svůj pchjongjangský dialekt slovem munhwa („kultivovaný jazyk“), na rozdíl od jihokorejského dialektu v Soulu p'jodžuno („průměrný jazyk“), který je vnímán jako dekadentní, protože využívá slova přejatá z japonštiny a angličtiny.

### Náboženství
Svoboda náboženského vyznání a právo na náboženské obřady jsou ústavně zaručeny, ale v praxi podléhají omezením. Podle zpráv je 64,3 % obyvatel bez vyznání, 16 % praktikuje korejský šamanismus, 13,5 % čeondoismus, 4,5 % jsou buddhisté a 1,7 % jsou křesťané.

### Společnost
Mezinárodní dárci vedení Spojenými státy zahájili v roce 1997 dodávky potravin přes světový potravinový program v boji proti hladomoru. Navzdory drastickému snížení podpory během Bushovy administrativy se situace postupně zlepšovala. Počet podvyživených dětí se snížil z 60 % v roce 1998 na 37 % v roce 2006 a 28 % v roce 2013. Domácí produkce potravin se v roce 2013 téměř zotavila na doporučenou roční úroveň 5,37 milionů tun ekvivalentu obilovin, ale světový potravinový program ohlásil pokračující nedostatek rozmanitosti potravin a přístup k tukům a bílkovinám.
Od roku 1997 se v Severní Koreji používá kalendář čučche, který vychází z gregoriánského kalendáře, avšak za první den roku 1 stanovil 15. duben 1912, tedy den, kdy se narodil Kim Ir-sen.

### Školství

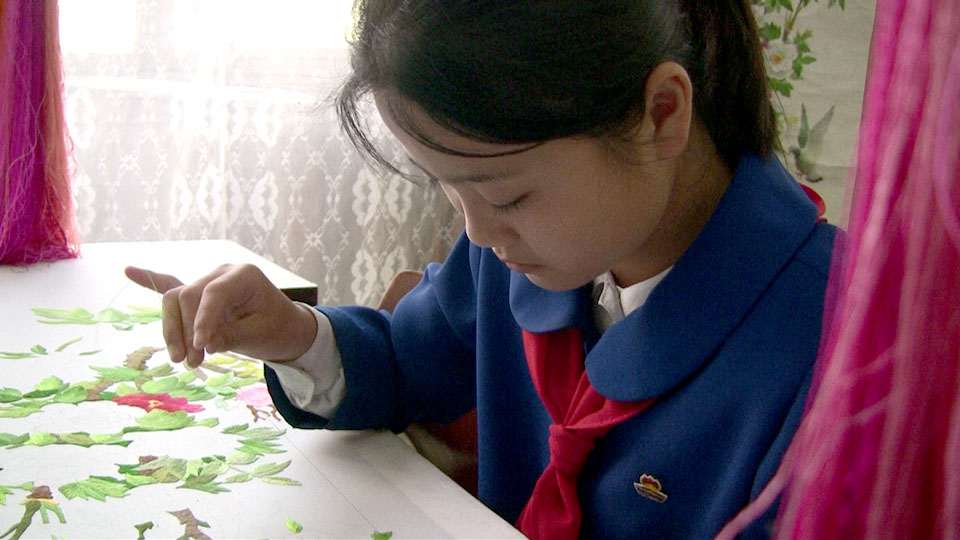
Severokorejská školačka

Povinná školní docházka trvá jedenáct let a je celá zdarma včetně učebnic, uniforem, ubytování a stravování. Zahrnuje
- jeden rok předškolní výchovy
- čtyři roky základní školy (lidové školy pro děti od 6 do 9 let)
- šest let středoškolského studia (děti od 10 do 16 let), v řádných nebo speciálních středních školách.

Vysokoškolské vzdělání je nepovinné a dělí se na dva typy:
- akademické a
- celoživotní vzdělávání.

Mezi nejvýznamnější vysoké školy patří Kim Ir-senova univerzita a Univerzita vědy a technologie v Pchjongjangu.

### Zdravotnictví

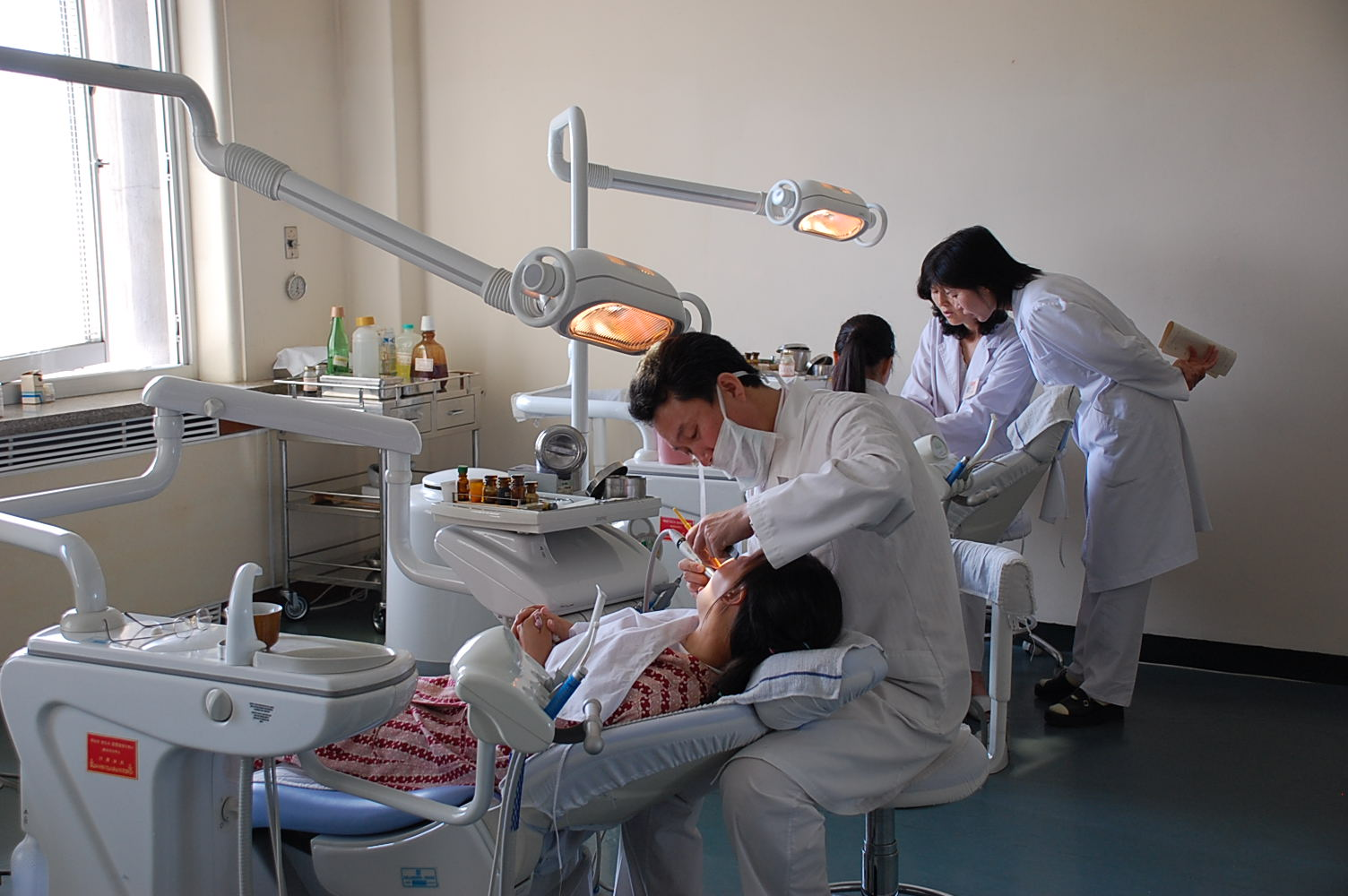
Zubaři v severokorejské nemocnici

Podle zprávy Amnesty International z roku 2010 je v Severní Koreji akutní nedostatek lékařů. Pokud jsou vůbec nějací k dispozici, často jim chybí patřičné vzdělání a práci vykonávají zdarma (resp. za naturálie). Uvádí se také, že operace jsou velmi často prováděny bez anestetik, a to za pomocí přivázání pacienta řemeny k operačnímu stolu. V nemocnicích nejsou dodržována ani základní hygienická pravidla, injekční jehly jsou používány vícekrát, jsou tedy nesterilní; nástroje určené k operacím se rovněž nesterilizují a operace se dosti často provádějí při svíčkách kvůli výpadkům dodávek elektrického proudu.
Koncem března 2020, kdy v rámci pandemie covidu-19 bylo nakaženo již téměř 250 000 lidí, severokorejský režim stále nehlásil jediného nakaženého. Kvůli zamlčování informací, nízké úrovni zdravotnictví i podvýživě téměř poloviny obyvatel by epidemie mohla v KLDR mít katastrofální následky. I kdyby k nim došlo, zřejmě to neohrozí stabilitu režimu, který ani v době pandemie nepřestal s odpalováním raket.

### Lidská práva

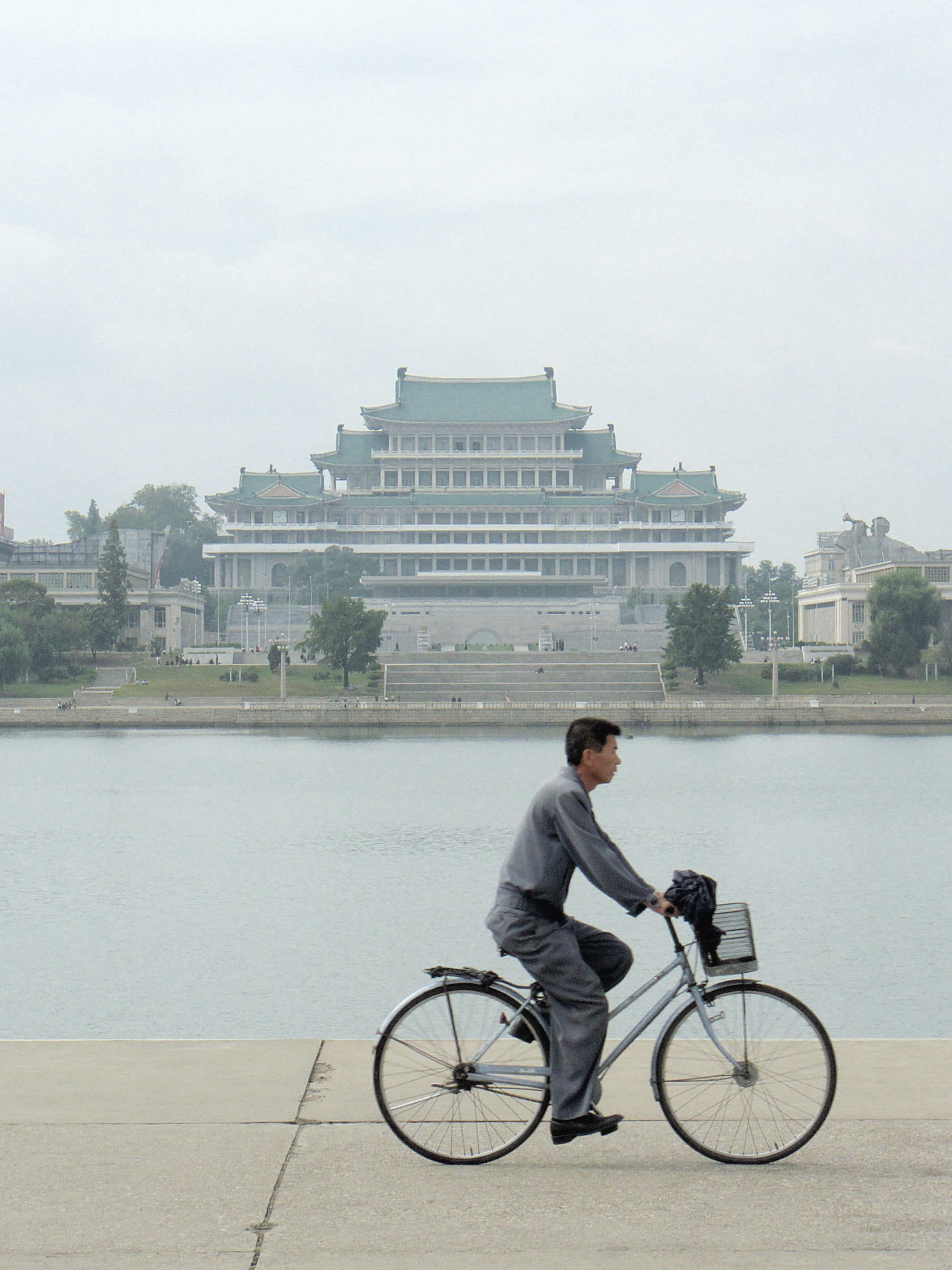
Uniformovaný civilista na kole v Pchjongjangu

Severní Korea je jednou ze zemí, která je velmi izolovaná od okolního světa a kde jsou soustavně porušována lidská práva. Zprávy mnoha organizací za lidská práva a zahraničních vlád obviňují severokorejskou vládu z jejich omezování; nejvíce kritizováno je omezování práva Severokorejců na svobodné opuštění své země.
Severní Korea je obviňována ze zřizování koncentračních táborů. Amnesty International odhaduje, že v koncentračním táboře Jodok bylo v roce 2011 zadržováno asi 200 000 lidí. Do tábora jsou spolu s „třídními nepřáteli“ zavírány i jejich děti a další příbuzní. Jeden z dokumentárních pořadů televize BBC ukázal, že v jednom z těchto táborů testují Severokorejci na vězních chemické zbraně v plynové komoře.
Všechna média jsou státní a jsou cenzurována. Internet je cenzurován a je zamezeno vstupu na stránky odporující režimu – jde vlastně o intranet. Pod severokorejskou doménou .kp je registrováno pouhých 28 webových stránek.
Reklama se do této země dostala poprvé až v roce 2008. Fastfood byl dlouho zakázán jako západní zhýčkanost. Kolem roku 2009 bylo však v jednom obchodě v hlavním městě povoleno koupit si hot dog nebo hamburger.

## Kultura
Navzdory historicky silnému čínskému vlivu si korejská kultura vytvořila svou vlastní jedinečnou identitu. Ta se stala terčem útoku během japonské nadvlády v letech 1910-1945, kdy Japonsko prosazovalo politiku kulturní asimilace. Korejci byli nuceni učit se a mluvit japonsky, přijmout japonský systém příjmení a šintoistické náboženství a bylo jim zakázáno psát nebo mluvit korejsky ve školách, podnicích a na veřejných místech.
Po rozdělení poloostrova v roce 1945 se ze společného korejského dědictví vytvořily dvě odlišné kultury. Severokorejci jsou jen málo vystaveni zahraničním vlivům. Revoluční boj a lesk vůdcovství jsou jedněmi z hlavních témat v umění. „Reakční“ prvky z tradiční kultury byly zavrženy a znovu byly zavedeny kulturní formy s „lidovým“ duchem.
Korejské dědictví je chráněno a udržováno státe. Více než 190 historických památek a objektů národního významu je katalogizováno jako národní poklady Severní Koreje, zatímco přibližně 1 800 méně cenných artefaktů je zařazeno na seznam kulturních statků. Historické památky a místa v Kaesongu a komplex hrobek z Kogurjo jsou zapsány na seznamu světového dědictví UNESCO. Tyto pozůstatky byly v červenci 2004 zapsány jako první objekt světového dědictví Severní Koreje ve Výboru pro světové dědictví UNESCO. Na lokalitě se nachází 63 mohyl, na kterých se dochovaly zřetelné nástěnné malby. Pohřební zvyky kultury Kogurjo ovlivnily asijské civilizace i mimo Koreu, včetně Japonska.

### Život v KLDR

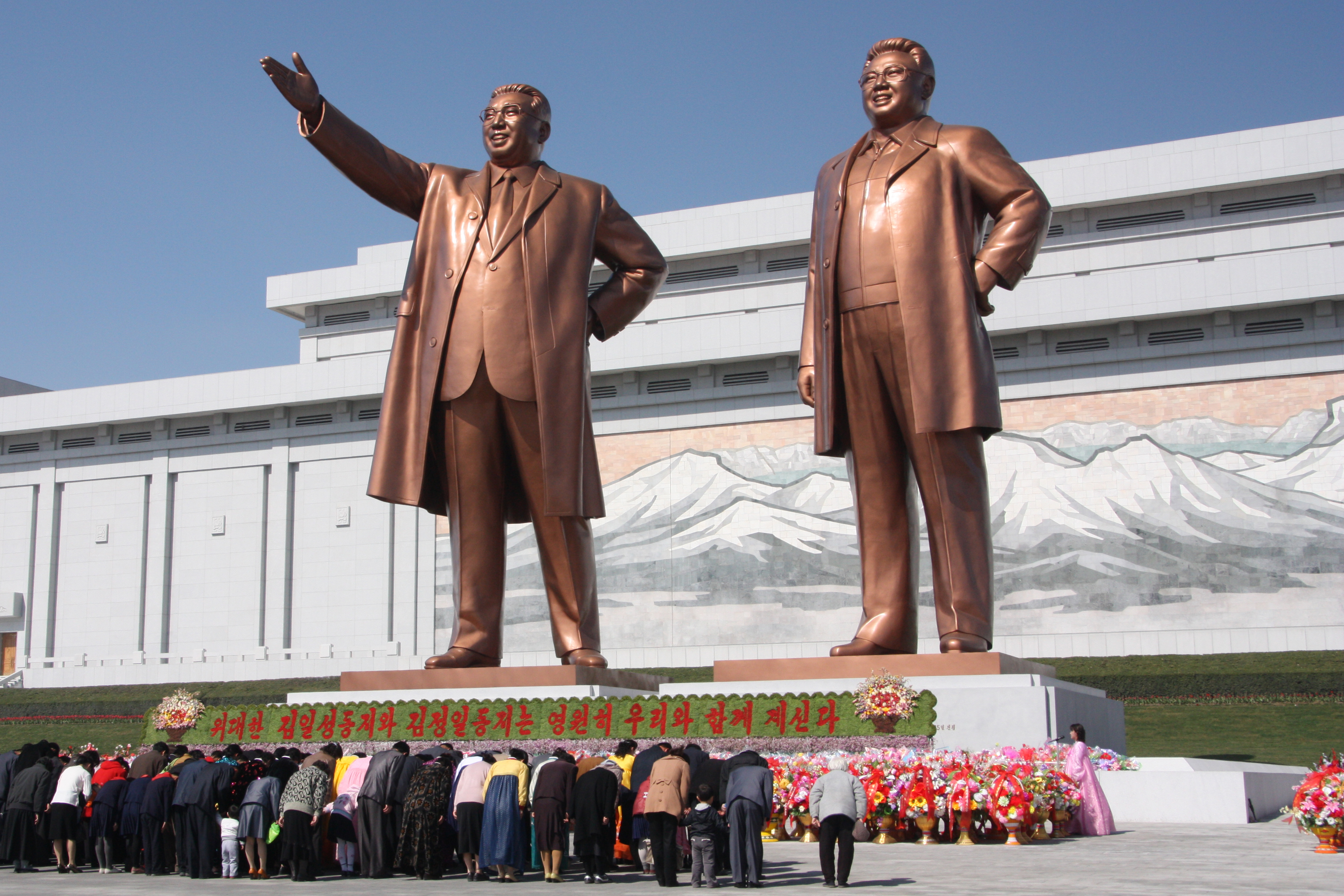
Severokorejci vzdávají poctu zakladateli KLDR Kim Ir-senovi a jeho nástupci Kim Čong-ilovi

Je zakázáno sledovat či poslouchat jakékoli jiné stanice než severokorejské. Na televizních knoflících jsou umístěny papírové plomby, aby nedošlo k přepnutí na jinou stanici, příslušné úřady provádějí namátkové kontroly, zda nejsou plomby porušeny.
V každé domácnosti musí viset portréty „velkých vůdců“ (Kim Ir-sen, Kim Čong-il, Kim Čong-un), pravidelně musí být tyto portréty otírány od prachu, je na to určen i speciální bílý hadřík. Občané rovněž nosí odznáčky, na kterých jsou tito vůdci vyobrazeni. V jednotlivých domech hlídají své spolubydlící takzvané „inmimbandžang“, které musí předávat zprávy státní bezpečnosti. Děti se vždy musí postarat o své rodiče. V případě, že dojde k rozvodu manželství, děti zůstávají v otcově rodině. Propaganda je v zemi tak silná, že si velké množství lidí myslí, že se v Severní Koreji žije nejlépe na světě a v podstatě jsou rádi, že zde mohou žít, jelikož jsou od útlého věku vychováváni k poslušnosti a absolutně odrazování od demokratického a kapitalistického způsobu života.
V poslední době se zde začaly v hojné míře používat mobilní telefony, které jsou ovšem pro většinu lidí, žijících na venkově, stále nedostupné.

### Hudba
Vláda po většinu 20. století zdůrazňovala optimistické melodie založené na lidové hudbě a také revolucionářskou hudbu. Ideologické zprávy jsou sdělovány přes masivní orchestrální skladby, jako je Pět velkých revolučních oper, založených na tradičním korejském changgeuk (korejská opera). Revoluční opery se od svých západních protějšků liší přidáním tradičních nástrojů do orchestru a vyhýbají se recitativu.

### Literatura

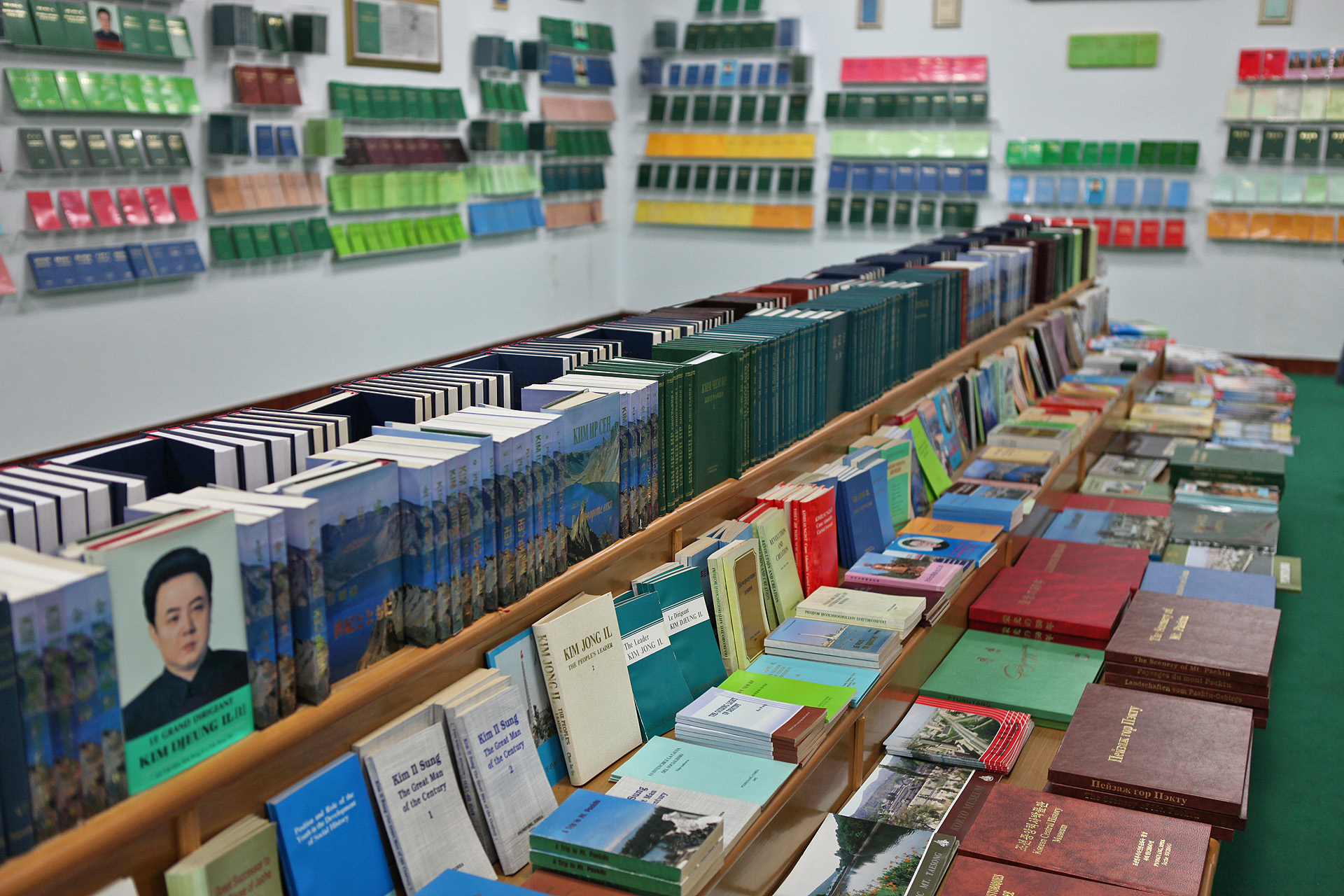
Severokorejské knihkupectví s pracemi Kim Ir-sena a Kim Čong-ila

### Film
Většina moderních totalitních režimů si je vědoma skryté síly filmové produkce. "Ze všech umění je pro nás film uměním nejdůležitějším," měl říci Vladimír Iljič Lenin v únoru roku 1922 svému tehdejšímu komisaři osvěty Anatoliji Lunačarskému. Filmovým fanouškem byl i Kim Čong-il, který podle BBC vlastnil sbírku dvaceti tisíc DVD. Mimo jiné napsal severokorejský vůdce i více než třistastránkové pojednání o filmovém umění a několik dalších statí na toto téma. Mezi jeho oblíbené snímky měly patřit akční série Rambo a James Bond, dále horory jako Pátek třináctého nebo hongkongské akční filmy. Z herecké profese dával údajně přednost Elizabeth Taylorové a Seanu Connerymu.
Známý je i příběh jihokorejského režiséra Sin Sang-oka a jeho manželky, herečky Čoi Un-hui, které v roce 1978 postupně unesla severokorejská tajná služba z Hongkongu, kam se Sin vydal pátrat po své zmizelé přítelkyni (svatební obřad proběhl až později na přání Kim Čong-ila). O jejich anabázi, během níž byl režisér po dvouletém věznění za pokus o útěk donucen natočit sedm filmů, vypráví i kniha Kim Čong Il uvádí. Nejznámějším filmem, který Sin v Severní Koreji natočil, je středověká variace na téma Godzilla nazvaná Pulgasari z roku 1985. Se speciálními efekty pomohlo severokorejským filmařům japonské studio Tóhó a v gumovém převleku ještěra vystupoval kaskadér Kenpačiro Sacuma, který ztvárnil i originální Godzillu v sérii filmů od roku 1984 do roku 1995.
Počet snímků natočených v produkci Severní Koreje ale zálibě Kim Čong-ila ve filmovém umění ani zdaleka neodpovídá, vyprodukováno bylo pouze malé množství snímků.
Je možné připomenout titul Mstitel s píšťalou natočený v roce 1986, který byl na přelomu osmdesátých a devadesátých let součástí úspěšné vlny snímků s tematikou bojových umění. Trénink mladého Hong Kil-donga, jakéhosi korejského Robina Hooda, který probíhal pod taktovkou taoistického dědečka, jehož v českém znění namluvil Rudolf Hrušínský, vidělo během roku 1988 v českých kinech 557 tisíc diváků a stal se tak patnáctým nejnavštěvovanějším filmem roku.

### Sport

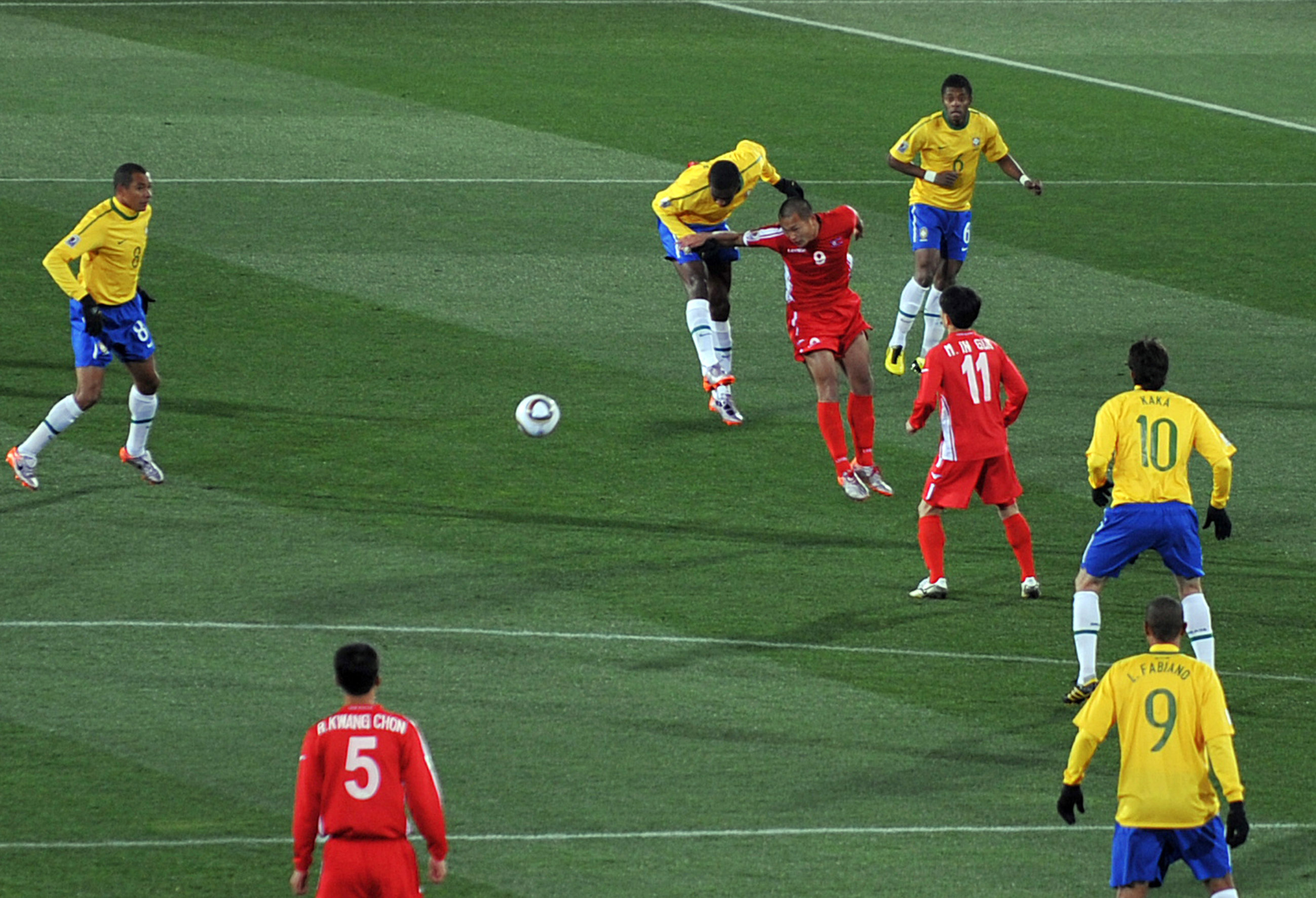
Severní Korea (v červeném) při zápase proti Brazílii během mistrovství světa v roce 2010

Na většině škol se každodenně hraje fotbal, basketbal, stolní tenis, gymnastika, box a další. V zemi je populární fotbalová liga a zápasy jsou často vysílány v televizi. Severokorejská fotbalová reprezentace se účastnila mistrovství světa ve fotbale 2010, kde prohrála všechny tři zápasy proti Brazílii, Portugalsku a Pobřeží slonoviny.

### Kuchyně
Severokorejská kuchyně je logicky velice podobná jihokorejské kuchyni, i když se v mnoha ohledech (z geografických i politických důvodů) liší. Severokorejská kuchyně je oproti té jihokorejské méně bohatá, není tolik pikantní, severokorejské lihoviny jsou silnější než jihokorejské a na rozdíl od Jižní Koreje se v Severní Koreji téměř vůbec nepoužívá hovězí maso. Základní potravinou je rýže, jako příloha se někdy podávají také nudle, které se na rozdíl od Jižní Koreje častěji vyrábí z kukuřice. Kimčchi, korejský pokrm z fermentované zeleniny, je jedním z nejtradičnějších severokorejských pokrmů. Z masa se nejčastěji využívá vepřové, králičí, kozí, někdy ale i psí maso. Velmi populární jsou ale také ryby a mořské plody.

### Přístup na internet
Přístup na globální internet mají pouze vybraní vládní úředníci na základě speciálního povolení vydaného vládou. Kromě vládních úředníků přístup mají i cizí návštěvníci země, a to pouze v hlavním městě Pchjongjangu na standardu 3G a studenti Pchjongjangské univerzity, jejich přístup je ale silně monitorován a cenzurován. Běžní severokorejští občané mají přístup jen na místní intranet (Kwangmjong) obsahující vládou schválené webové stránky, většinou propagandistické.